# Volvo Ocean 65

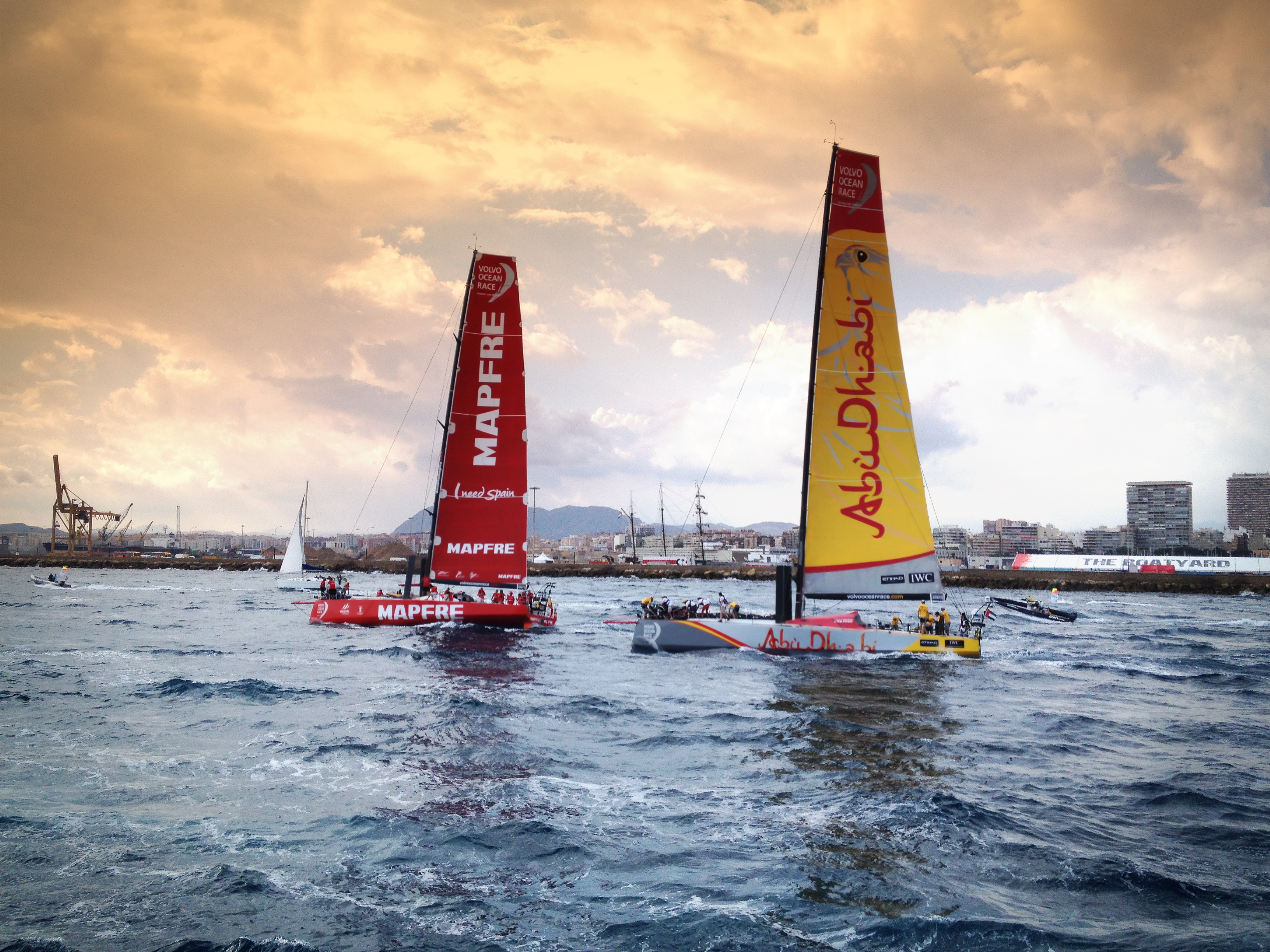
Volvo Ocean Race 2014—2015

Volvo Ocean 65 — наступне, після Volvo Open 70, покоління яхт для участі в навколосвітніх перегонах Volvo Ocean Race.
Перехід на клас Volvo Ocean 65 був анонсований на конференції в Лор'яні (Франція) під час зупинки в перегонах Volvo Ocean Race 2011–12. Офіційно було оголошено, що яхта буде використовуватися, принаймні в двох наступних перегонах (2014–2015 і 2017–2018 років).

## Дизайн
Яхта була розроблена в конструкторському бюро Брюса Фарра. Основна мета проекту: створити більш дешеву і безпечнішу альтернативу дорогій Volvo Open 70. Проект розроблений після багатьох проблем з безпекою в Volvo Ocean Race 2011–12, які виникли через те, що багато конструкторів віддавали в проектах перевагу швидкості при невиконанні вимог безпеки.

## Технічні характеристики
| Параметр                        | Вимірювання / Примітки                                |
| Довжина корпусу                 | 20.37 м (66 футів)                                    |
| Довжина по ватерлінії (дизайн)  | 20.00 м (65 футів)                                    |
| Загальна довжина (т.ч. бушприт) | 22.14 м (72 фути)                                     |
| Ширина                          | 5.60 м (18,4 футів)                                   |
| Осадка                          | 4,78 м (15,8 футів)                                   |
| Вага (порожній)                 | 12500 кг (27557 фунтів)                               |
| Кіль                            | з перекосом до ± 40° і 5° ухилом на осі               |
| Погружні шверти                 | оборотні, втягування асиметричне                      |
| Рулі                            | парні, під корпусом, з можливістю підйому навітреного |
| Кормова баластна цистерна       | 800 л. у транці                                       |
| Носова баластна цистерна        | Одномісна осьова 1000 л. перед щоглою                 |
| Щогла                           | 30.30 м (99,4 футів)                                  |
| Бушприт                         | 2.14 м (7 футів)                                      |
| Грот, площа                     | 163 м² (6 лат)                                        |
| Стаксель, площа                 | 133 м²                                                |
| Повна площа вітрил              | 578 м² (Грот і Генакер)                               |